# Llista d'asteroides/150501-150600
| Nom      | Designació provisional | Data de descobriment   | Lloc de descobriment | Descobridor/s |
| -------- | ---------------------- | ---------------------- | -------------------- | ------------- |
| 150501 - | 2000 QU125             | 31 d'agost de 2000     | Socorro              | LINEAR        |
| 150502 - | 2000 QZ169             | 31 d'agost de 2000     | Socorro              | LINEAR        |
| 150503 - | 2000 QR171             | 31 d'agost de 2000     | Socorro              | LINEAR        |
| 150504 - | 2000 QT190             | 26 d'agost de 2000     | Socorro              | LINEAR        |
| 150505 - | 2000 QR196             | 29 d'agost de 2000     | Socorro              | LINEAR        |
| 150506 - | 2000 QZ201             | 29 d'agost de 2000     | Socorro              | LINEAR        |
| 150507 - | 2000 QY209             | 31 d'agost de 2000     | Socorro              | LINEAR        |
| 150508 - | 2000 QT220             | 21 d'agost de 2000     | Anderson Mesa        | LONEOS        |
| 150509 - | 2000 QK237             | 27 d'agost de 2000     | Cerro Tololo         | M. W. Buie    |
| 150510 - | 2000 QQ247             | 28 d'agost de 2000     | Cerro Tololo         | M. W. Buie    |
| 150511 - | 2000 QU252             | 29 d'agost de 2000     | La Silla             | C. Barbieri   |
| 150512 - | 2000 QQ254             | 21 d'agost de 2000     | Anderson Mesa        | LONEOS        |
| 150513 - | 2000 RL17              | 1 de setembre de 2000  | Socorro              | LINEAR        |
| 150514 - | 2000 RQ25              | 1 de setembre de 2000  | Socorro              | LINEAR        |
| 150515 - | 2000 RA30              | 1 de setembre de 2000  | Socorro              | LINEAR        |
| 150516 - | 2000 RD32              | 1 de setembre de 2000  | Socorro              | LINEAR        |
| 150517 - | 2000 RF54              | 1 de setembre de 2000  | Socorro              | LINEAR        |
| 150518 - | 2000 RK85              | 2 de setembre de 2000  | Anderson Mesa        | LONEOS        |
| 150519 - | 2000 RR89              | 3 de setembre de 2000  | Socorro              | LINEAR        |
| 150520 - | 2000 RF107             | 3 de setembre de 2000  | Apache Point         | SDSS          |
| 150521 - | 2000 SK1               | 18 de setembre de 2000 | Socorro              | LINEAR        |
| 150522 - | 2000 SU14              | 23 de setembre de 2000 | Socorro              | LINEAR        |
| 150523 - | 2000 SH15              | 23 de setembre de 2000 | Socorro              | LINEAR        |
| 150524 - | 2000 SY21              | 24 de setembre de 2000 | Socorro              | LINEAR        |
| 150525 - | 2000 SQ32              | 24 de setembre de 2000 | Socorro              | LINEAR        |
| 150526 - | 2000 SW43              | 22 de setembre de 2000 | Socorro              | LINEAR        |
| 150527 - | 2000 SY45              | 22 de setembre de 2000 | Socorro              | LINEAR        |
| 150528 - | 2000 SF47              | 23 de setembre de 2000 | Socorro              | LINEAR        |
| 150529 - | 2000 SK49              | 23 de setembre de 2000 | Socorro              | LINEAR        |
| 150530 - | 2000 SN50              | 23 de setembre de 2000 | Socorro              | LINEAR        |
| 150531 - | 2000 SR50              | 23 de setembre de 2000 | Socorro              | LINEAR        |
| 150532 - | 2000 SQ53              | 24 de setembre de 2000 | Socorro              | LINEAR        |
| 150533 - | 2000 SE57              | 24 de setembre de 2000 | Socorro              | LINEAR        |
| 150534 - | 2000 SK57              | 24 de setembre de 2000 | Socorro              | LINEAR        |
| 150535 - | 2000 SH62              | 24 de setembre de 2000 | Socorro              | LINEAR        |
| 150536 - | 2000 SG77              | 24 de setembre de 2000 | Socorro              | LINEAR        |
| 150537 - | 2000 SV77              | 24 de setembre de 2000 | Socorro              | LINEAR        |
| 150538 - | 2000 SZ102             | 24 de setembre de 2000 | Socorro              | LINEAR        |
| 150539 - | 2000 SS128             | 24 de setembre de 2000 | Socorro              | LINEAR        |
| 150540 - | 2000 SR133             | 23 de setembre de 2000 | Socorro              | LINEAR        |
| 150541 - | 2000 ST142             | 23 de setembre de 2000 | Socorro              | LINEAR        |
| 150542 - | 2000 SW157             | 27 de setembre de 2000 | Socorro              | LINEAR        |
| 150543 - | 2000 ST161             | 20 de setembre de 2000 | Haleakala            | NEAT          |
| 150544 - | 2000 SG164             | 25 de setembre de 2000 | Socorro              | LINEAR        |
| 150545 - | 2000 SR166             | 23 de setembre de 2000 | Socorro              | LINEAR        |
| 150546 - | 2000 SD168             | 23 de setembre de 2000 | Socorro              | LINEAR        |
| 150547 - | 2000 ST174             | 28 de setembre de 2000 | Socorro              | LINEAR        |
| 150548 - | 2000 SE176             | 28 de setembre de 2000 | Socorro              | LINEAR        |
| 150549 - | 2000 SQ181             | 19 de setembre de 2000 | Haleakala            | NEAT          |
| 150550 - | 2000 SV182             | 20 de setembre de 2000 | Kitt Peak            | Spacewatch    |
| 150551 - | 2000 SY193             | 24 de setembre de 2000 | Socorro              | LINEAR        |
| 150552 - | 2000 SC194             | 24 de setembre de 2000 | Socorro              | LINEAR        |
| 150553 - | 2000 SM196             | 24 de setembre de 2000 | Socorro              | LINEAR        |
| 150554 - | 2000 SS204             | 24 de setembre de 2000 | Socorro              | LINEAR        |
| 150555 - | 2000 SK206             | 24 de setembre de 2000 | Socorro              | LINEAR        |
| 150556 - | 2000 ST206             | 24 de setembre de 2000 | Socorro              | LINEAR        |
| 150557 - | 2000 SQ215             | 26 de setembre de 2000 | Socorro              | LINEAR        |
| 150558 - | 2000 SY235             | 24 de setembre de 2000 | Socorro              | LINEAR        |
| 150559 - | 2000 SA236             | 24 de setembre de 2000 | Socorro              | LINEAR        |
| 150560 - | 2000 SF246             | 24 de setembre de 2000 | Socorro              | LINEAR        |
| 150561 - | 2000 SL246             | 24 de setembre de 2000 | Socorro              | LINEAR        |
| 150562 - | 2000 SR249             | 24 de setembre de 2000 | Socorro              | LINEAR        |
| 150563 - | 2000 ST276             | 30 de setembre de 2000 | Socorro              | LINEAR        |
| 150564 - | 2000 SV284             | 23 de setembre de 2000 | Socorro              | LINEAR        |
| 150565 - | 2000 SY305             | 30 de setembre de 2000 | Socorro              | LINEAR        |
| 150566 - | 2000 SG313             | 27 de setembre de 2000 | Socorro              | LINEAR        |
| 150567 - | 2000 SO336             | 26 de setembre de 2000 | Haleakala            | NEAT          |
| 150568 - | 2000 SC341             | 24 de setembre de 2000 | Socorro              | LINEAR        |
| 150569 - | 2000 ST348             | 30 de setembre de 2000 | Anderson Mesa        | LONEOS        |
| 150570 - | 2000 SE352             | 30 de setembre de 2000 | Anderson Mesa        | LONEOS        |
| 150571 - | 2000 SE368             | 21 de setembre de 2000 | Anderson Mesa        | LONEOS        |
| 150572 - | 2000 TQ10              | 1 d'octubre de 2000    | Socorro              | LINEAR        |
| 150573 - | 2000 TK34              | 6 d'octubre de 2000    | Anderson Mesa        | LONEOS        |
| 150574 - | 2000 TR36              | 6 d'octubre de 2000    | Anderson Mesa        | LONEOS        |
| 150575 - | 2000 TM41              | 1 d'octubre de 2000    | Anderson Mesa        | LONEOS        |
| 150576 - | 2000 TP49              | 1 d'octubre de 2000    | Socorro              | LINEAR        |
| 150577 - | 2000 UQ19              | 26 d'octubre de 2000   | Socorro              | LINEAR        |
| 150578 - | 2000 UU20              | 24 d'octubre de 2000   | Socorro              | LINEAR        |
| 150579 - | 2000 UJ21              | 24 d'octubre de 2000   | Socorro              | LINEAR        |
| 150580 - | 2000 UY39              | 24 d'octubre de 2000   | Socorro              | LINEAR        |
| 150581 - | 2000 UE68              | 25 d'octubre de 2000   | Socorro              | LINEAR        |
| 150582 - | 2000 UP69              | 25 d'octubre de 2000   | Socorro              | LINEAR        |
| 150583 - | 2000 UH75              | 31 d'octubre de 2000   | Socorro              | LINEAR        |
| 150584 - | 2000 VC45              | 1 de novembre de 2000  | Socorro              | LINEAR        |
| 150585 - | 2000 WN9               | 22 de novembre de 2000 | Bisei SG Center      | BATTeRS       |
| 150586 - | 2000 WQ16              | 21 de novembre de 2000 | Socorro              | LINEAR        |
| 150587 - | 2000 WF26              | 21 de novembre de 2000 | Socorro              | LINEAR        |
| 150588 - | 2000 WS26              | 25 de novembre de 2000 | Socorro              | LINEAR        |
| 150589 - | 2000 WV41              | 20 de novembre de 2000 | Socorro              | LINEAR        |
| 150590 - | 2000 WQ75              | 20 de novembre de 2000 | Socorro              | LINEAR        |
| 150591 - | 2000 WF94              | 21 de novembre de 2000 | Socorro              | LINEAR        |
| 150592 - | 2000 WG99              | 21 de novembre de 2000 | Socorro              | LINEAR        |
| 150593 - | 2000 WM129             | 19 de novembre de 2000 | Kitt Peak            | Spacewatch    |
| 150594 - | 2000 WY129             | 19 de novembre de 2000 | Socorro              | LINEAR        |
| 150595 - | 2000 WK132             | 19 de novembre de 2000 | Socorro              | LINEAR        |
| 150596 - | 2000 WE136             | 20 de novembre de 2000 | Socorro              | LINEAR        |
| 150597 - | 2000 WA140             | 21 de novembre de 2000 | Socorro              | LINEAR        |
| 150598 - | 2000 WS145             | 22 de novembre de 2000 | Haleakala            | NEAT          |
| 150599 - | 2000 WK161             | 20 de novembre de 2000 | Anderson Mesa        | LONEOS        |
| 150600 - | 2000 WB175             | 26 de novembre de 2000 | Socorro              | LINEAR        |